# Número de Schmidt
Número de Schmidt é um número adimensional definido como a razão de difusividade de momento (viscosidade) e difusividade de massa, e é usada para caracterizar fluxos de fluidos nos quais existem simultaneamente processos de difusão de momento e massa. Foi nomeado em relação ao engenheiro alemão Ernst Schmidt (1892-1975).
O número de Schmidt é a razão entre a componente de cisalhamento para a densidade/viscosidade da difusividade  à difusividade para transferência de massa D. Fisicamente relaciona a espessura relativa da camada hidrodinâmica e uma camada limite de transferência de massa.
Ela é definida como:
{\displaystyle {\mathit {Sc}}={\frac {\nu }{D}}={\frac {\mu }{\rho D}}={\frac {\mbox{taxa de difusao viscosa}}{\mbox{taxa de difusao molecular (massa)}}}}
onde
- {\displaystyle \nu } é a viscosidade cinemática ou ({\displaystyle {\mu }}/{\displaystyle {\rho }\,}) em unidades de (m²/s)
- {\displaystyle D} é a difusividade de massa (m²/s).
- {\displaystyle {\mu }} é a viscosidade dinâmica do fluido (Pa·s or N·s/m² ou kg/m·s)
- {\displaystyle \rho \,} é a densidade do fluido (kg/m³)

O análogo para a transferência de calor do número de Schmidt é o número de Prandtl.

## Motores Stirling
Para motores Stirling, o número de Schmidt representa potência específica adimensional. Gustav Schmidt do Instituto Politécnico Alemão de Praga publicou uma análise em 1871 para solução de forma fechada agora famosa para um modelo de motor Stirling isotérmico idealizado.
{\displaystyle Sc={\frac {\sum {\left|{Q}\right|}}{{\bar {p}}V_{sw}}}}
onde
- {\displaystyle Sc} é o número de Schmidt
- {\displaystyle Q} é o calor transferido no fluido em trabalho
- {\displaystyle {\bar {p}}} é a pressão média do fluido em trabalho
- {\displaystyle V_{sw}} é o volume percorrido pelo pistão